# Morral
Morral è un villaggio degli Stati Uniti d'America, situato nello stato dell'Ohio, nella contea di Marion.